# Simon Duvent
 (février 2024).
Simon Duvent également appelé Léandre Duvent, né le 12 avril 1836 à Vesoul en Haute-Saône et mort le 23 mars 1902 à Saint-Maurice dans la Seine, est un peintre portraitiste français du XIXe siècle.
Élève de Cariage et de Jeanneney, il expose notamment des dessins de 1876 et 1879,.

## Liste des œuvres
- L'Étang de Cernay, XIXe siècle[5]